# Cryptocentroides
Cryptocentroides és un gènere de peixos de la família dels gòbids i de l'ordre dels perciformes.

## Taxonomia
- Cryptocentroides arabicus (Gmelin, 1789)
- Cryptocentroides insignis (Seale, 1910)[2][3][4][5][6][7]